# 森塞特希爾斯 (密蘇里州)
森塞特希爾斯（英語：Sunset Hills）是位於美國密蘇里州聖路易斯縣的城市。

## 人口
根據2020年美國人口普查的數據，森塞特希爾斯的面積為23.53平方千米，當中陸地面積為23.26平方千米，而水域面積為0.27平方千米。當地共有人口9198人，而人口密度為每平方千米391人。